# Clanoneurum
Clanoneurum is een vliegengeslacht uit de familie van de oevervliegen (Ephydridae).

## Soorten
- C. americanum Cresson, 1940
- C. cimiciforme (Haliday, 1855)
- C. menozzii Seguy, 1929